# Solano County
Solano County ist ein County im Zentrum des Bundesstaates Kalifornien der Vereinigten Staaten.  Der Verwaltungssitz (County Seat) ist in Fairfield.

## Geographie
Das County liegt ungefähr in der Mitte zwischen San Francisco und Sacramento und gehört zur San Francisco Bay Area (Bucht von San Francisco). Es grenzt im Uhrzeigersinn an die Countys Yolo County, Sacramento County, Contra Costa County, Sonoma County und Napa County.
Das County wird vom Office of Management and Budget zu statistischen Zwecken als Vallejo, CA Metropolitan Statistical Area geführt.

## Geschichte
Solano County war eines der ersten errichteten Countys in Kalifornien. Es wurde 1850 etwa zeitgleich zur Staatsgründung geschaffen.
Der Name des Countys rührt von dem spanischen Franziskaner und Missionar, Pater Francisco Solano her, dessen Name bei der Taufe eines örtlichen Indianerhäuptlings an diesen weitergegeben wurde. Bevor er den Namen Solano erhielt, wurde der Häuptling Sem-yeto genannt, was für „tapfere“ bzw. „mutige  Hand“ steht. Auf Verlangen des Generals Mariano Vallejo wurde das County nach dem Häuptling Solano benannt, der einst über das Land und die Stämme zwischen Petaluma Creek und dem Sacramento River herrschte. „Solano“ ist ein gewöhnlicher Nachname im Norden Spaniens, insbesondere in Navarra, Saragossa und La Rioja.
Im Solano County liegt eine National Historic Landmark, das Mare Island Naval Shipyard. Insgesamt sind 21 Bauwerke und Stätten des Countys im National Register of Historic Places eingetragen.

## Demografische Daten

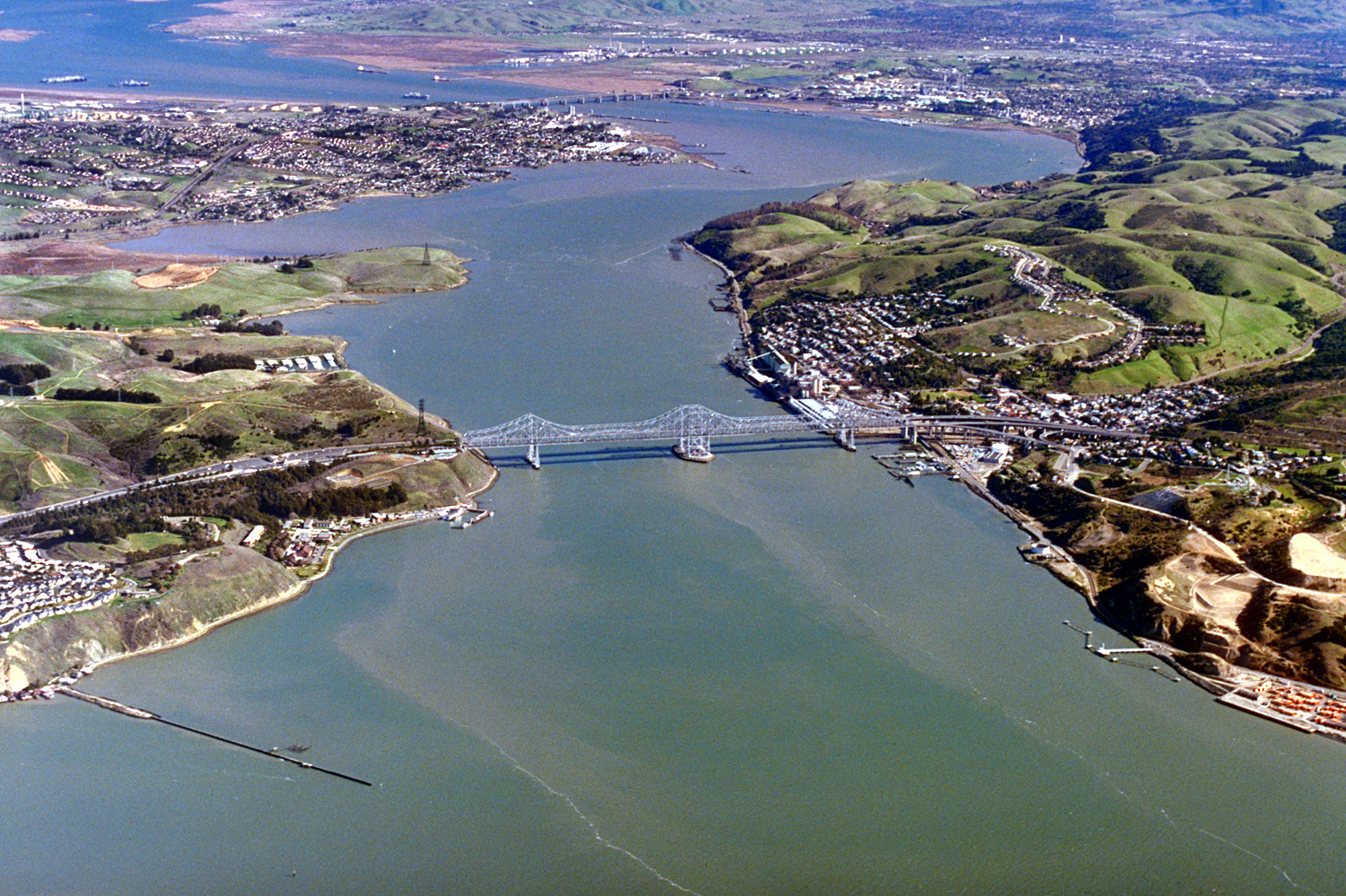
Die Carquinez-Straße mit der Carquinez-Brücke am Zusammenfluss des Sacramento Rivers mit dem San Joaquin River

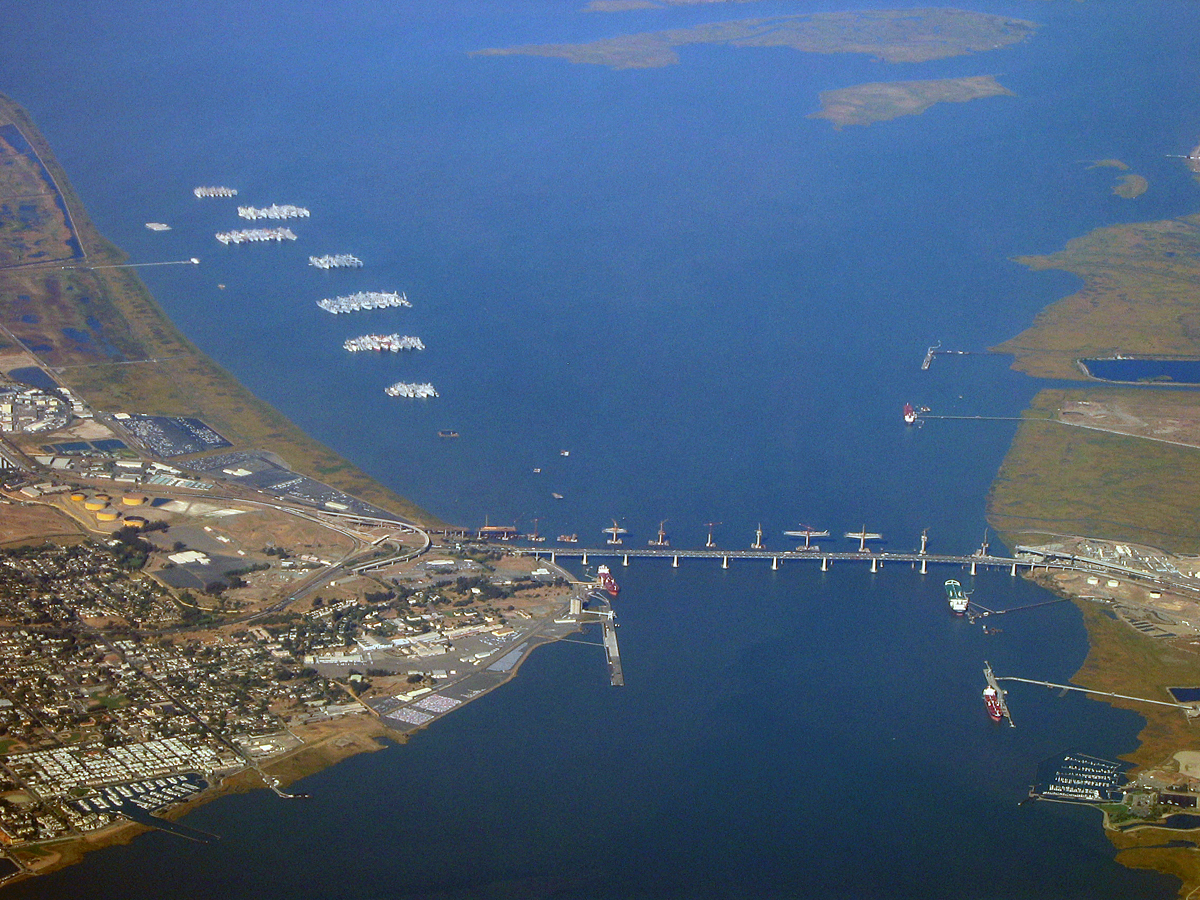
Die Suisun Bay mit der Benicia–Martinez Bridge

Nach der Volkszählung im Jahr 2000 lebten im Solano County 394.542 Menschen. Es gab 130.403 Haushalte und 97.411 Familien. Die Bevölkerungsdichte betrug 184 Einwohner pro Quadratkilometer. Ethnisch betrachtet setzte sich die Bevölkerung zusammen aus 56,37 % Weißen, 14,91 % Afroamerikanern, 0,79 % amerikanischen Ureinwohnern, 12,75 % Asiaten, 0,78 % Bewohnern aus dem pazifischen Inselraum und 8,01 % aus anderen ethnischen Gruppen; 6,39 % stammten von zwei oder mehr ethnischen Gruppen ab. 17,64 % der Bevölkerung waren spanischer oder lateinamerikanischer Abstammung.
Von den 130.403 Haushalten hatten 39,9 % Kinder und Jugendliche im Alter von unter 18 Jahren, die bei ihnen lebten. 55,7 % waren verheiratete, zusammenlebende Paare, 13,8 % waren alleinerziehende Mütter. 25,3 % waren keine Familien. 19,6 % waren Singlehaushalte und in 6,5 % lebten Menschen im Alter von 65 Jahren oder darüber. Die Durchschnittshaushaltsgröße betrug 2,90 Personen und die durchschnittliche Familiengröße lag bei 3,33 Personen.
Auf das gesamte County bezogen setzte sich die Bevölkerung zusammen aus 28,3 % Einwohnern unter 18 Jahren, 9,2 % zwischen 18 und 24 Jahren, 31,3 % zwischen 25 und 44 Jahren, 21,7 % zwischen 45 und 64 Jahren und 9,5 % waren 65 Jahre alt oder darüber. Das Durchschnittsalter betrug 34 Jahre. Auf 100 weibliche Personen kamen 101,5 männliche Personen, auf 100 Frauen im Alter ab 18 Jahren kamen statistisch 100,2 Männer.
Das jährliche Durchschnittseinkommen eines Haushalts betrug 54.099 USD, das Durchschnittseinkommen der Familien betrug 60.597 USD. Männer hatten ein Durchschnittseinkommen von 41.787 USD, Frauen 31.916 USD. Das Prokopfeinkommen betrug 21.731 USD. 8,3 % Prozent der Bevölkerung und 6,1 % der Familien lebten unterhalb der Armutsgrenze. 10,3 % davon waren unter 18 Jahre und 6,3 % waren 65 Jahre oder älter.

## Orte im County

### Citys
- Benicia
- Dixon
- Fairfield (County Seat)
- Rio Vista
- Suisun City
- Vacaville
- Vallejo

### CDPs
- Allendale
- Elmira
- Green Valley
- Hartley